# Future Gate
Future Gate je jediný (stav k roku 2019) festival science fiction filmu v Česku.
Festival se zaměřuje jak na nejnovější sci-fi snímky z oblasti nezávislé evropské produkce, tak kultovní trháky, sci-fi anime, dokumenty, seriálové maratony a pásma krátkých filmů. Populárně-naučný doprovodný program festivalu se věnuje novinkám ze světa vědy a techniky. Festival také pořádá výstavy výtvarníků, kteří se věnují komiksu nebo se ve svém díle inspirují žánrem sci-fi.

## Historie
Festival byl založen v roce 2014 stejnojmennou neziskovou organizací. První ročníky se konaly v pražském kině Bio Oko, později se festival přesunul do Kina Lucerna. Festivalové ozvěny se konají také mimo Prahu.